# Герб Лосино-Петровського
Місто Лосино-Петровський Московської області Росії має власну символіку: герб та прапор

## Опис
Герб Лосино-Петровського являє собою щит розділений вузьким срібним вилоподібним хрестом на три частини. У першій частині - стилізована срібна голова лося; в другій блакитній частині - стилізований срібний фонтан; в третій червленій частині - стилізована срібна бобина. 

## Символіка герба
У верхній частині герба голова лося (в зеленому полі) говорить про назву міста: в 1708 році за указом Петра I тут було створено казенний Лосиний завод. 
Фонтан вказує на наявність мінеральних джерел, якими багата тутешня земля. Бобіна символізує текстильну промисловість міста. 
Срібний вилоподібний хрест вказує на розташування міста на березі річки Клязьми при впадінні річки Вор’ї. 
Герб відтворений на основі герба міста, затвердженого 24 жовтня 1985 року.